# Wielka Puszcza (Porąbka)
Wielka Puszcza – przysiółek wsi Porąbka w województwi śląskim, w powiecie bielskim, w gminie Porąbka, położony w dolinie potoku o tej samej nazwie, w Beskidzie Małym, u podnóża Trzonki, Okrągiełka, Kocierza i Wielkiej Bukowej, na granicy województw: śląskiego i małopolskiego (Przełęcz Beskid Targanicki).
W latach 1975–1998 przysiółek położony był w województwie bielskim.
Jest turystyczną bazą wypadową. Niedaleko przebiega szlak zielony z Porąbki na Przełęcz Kocierską (skąd innymi szlakami można dotrzeć do Andrychowa, Wadowic lub na Żar).
W okresie II wojny światowej w lasach otaczających Wielką Puszczę stacjonował oddział partyzancki AK „Garbnik”.